# Laweke
Die Laweke ist ein knapp 14,5 km langer, linker Nebenbach der Salza in den sachsen-anhaltischen Landkreisen Mansfeld-Südharz und Saalekreis.

## Name
Der Name leitet sich vom mittelniederdeutschen *Lawen-beke ab und bedeutet „lauer Bach“.

## Verlauf
Die Laweke beginnt in Hedersleben, nordöstlich von Lutherstadt Eisleben,  auf der Mansfelder Platte, einem niedrigen Mittelgebirgsplateau. Sie fließt dann nach Osten ab, wo sie einen kleineren Wald am Bachlauf und den Ort Dederstedt durchquert. Das Tal der Laweke vertieft sich danach und das Dorf Elbitz wird im Norden tangiert, östlich von Elbitz wird die Grenze zum Saalekreis überquert, dann wird Schochwitz erreicht. Das Tal des Baches wird breiter. Östlich der Ortschaft biegt die Laweke nach Südosten ab, fließt durch Müllerdorf und mündet bei Zappendorf in die Salza.